# Liste der Begriffe und Methoden der Marktforschung
Zentrale Begriffe und Methoden der Marktforschung sind:
- Akzeptanztest: Test eines neuen Produkts, Konzepts oder Werbemittels mit Schwerpunkt auf dem Kriterium der Akzeptanz durch die Zielgruppe.
- Assoziationsverfahren
- Ausschöpfung: Der (prozentuale) Anteil der Elemente einer Stichprobe, der bei einer Befragung für ein Interview gewonnen werden kann.
- Befragungen
- Beobachtung
- Clusteranalyse
- CAPI (Computer Assisted Personal Interview): Face-to-Face-Befragungsmethode, bei der der Interviewer die Antworten der Befragten direkt in den Computer eingibt. Hierzu existiert spezielle Software.
- CATI (Computer Assisted Telephone Interview): Telefonische Befragungsmethode, bei der der Interviewer die Antworten der Befragten direkt in den Computer eingibt. Hierzu existiert spezielle Software.
- CAWI (Computer Assisted Web Interview): Steht für: computergestützte Web-Interviews (oder auch „Computer Aided Web Interviews“). Die Antworten werden direkt verschlüsselt online eingegeben, und die Durchführung des Interviews wird von einem speziellen Programm verwaltet.
- Coding: Zuordnung von numerischen Codes zu in Textform festgehaltenen Antworten. Dies betrifft typischerweise die Antworten auf offene Fragen (siehe dort)
- Conjoint Measurement
- Degustationstest: „Verkostungstest“, also ein Produkttest, bei dem die Testpersonen das Produkt probieren und anschließend dazu befragt werden.
- Delphi-Methode
- Diskriminanzanalyse: Ein multivariates Verfahren, bei dem man beispielsweise anhand des Kaufverhaltens des Kunden schließen möchte, ob es sich dabei um einen typischen Marken- oder NoName-Käufer handelt.
- Experiment
- Eyetracking: Erfassung der Blickbewegungen von Probanden
- Face-to-Face-Interview: Interview, bei dem Interviewer und Befragter im selben Raum sitzen, im Gegensatz zu telefonischen oder Online-Interviews.
- Faktorenanalyse: Ein multivariates Verfahren, bei dem man beispielsweise untersucht, ob das Kaufverhalten eines Kunden von zu Grunde liegenden latenten Faktoren abhängig ist.
- Geschlossene Frage: Frage, die dem Befragten bestimmte Antwortmöglichkeiten zur Auswahl stellt (z. B. Ja/Nein, Skala von 1 bis 5, Marken auf einer Liste). Siehe auch unten offene Frage.
- Grundgesamtheit: Menge aller potenziellen Untersuchungsobjekte für eine bestimmte Fragestellung, z. B. „alle Raucher“, „alle Fernsehzuschauer“, „Wähler im Alter von 18–50 Jahren“, „Handybesitzer ab 25 Jahre“ etc. Um die zutreffende Grundgesamtheit zuverlässig befragen zu können, werden normalerweise Kriterien angewandt, um eine aussagekräftige Stichprobe auszufiltern (u. a. RLD-Verfahren, Last-Birthday-Schüssel etc.)
- Gruppendiskussionen/Focus groups
- Halboffene Frage: Frage mit einigen fest vorgegebenen Antworten und einer zusätzlichen Möglichkeit „Sonstiges, und zwar …“. Wenn keine fest vorgegebene Antwort zutrifft, wird unter „Sonstiges, und zwar …“ die Antwort als freier Text erfasst. Dieses „Sonstiges, und zwar …“ ist das halboffene Ende der Frage.
- Haushaltspanel
- Home-Use-Test: Produkttest, bei dem die Testpersonen das Produkt zu Hause eine Zeit lang verwenden. Danach findet dann die eigentliche Befragung statt, eventuell auch in mehreren Wellen, um eine zeitliche Entwicklung zu betrachten.
- In-Hall-Test:  Studie, bei der die Befragten bzw. die Testpersonen in ein Teststudio eingeladen werden.
- Inzidenz: Häufigkeit eines bestimmten soziodemographischen Merkmals in der Population (etwa: Prozentsatz Akademiker). Auf Konsumgewohnheiten angewendet, ist Inzidenz gleichbedeutend mit dem Begriff Penetration (siehe dort).
- In-Home-Befragung: Befragung, die bei den Befragten zu Hause stattfindet.
- Item: Teil einer Frage im Fragebogen. Typischerweise werden die einzelnen Einstellungs-Aussagen oder Image-Attribute einer entsprechenden Liste so genannt. Z. B. könnte ein typisches „Item“ lauten „Dieses Produkt ist für Leute wie mich“. Der oder die Befragte würde im Interview dann beispielsweise dazu aufgefordert, den Grad seiner/ihrer Zustimmung zu diesem Item anzugeben und dafür eine Fünfer-Skala zu benutzen.
- Karte: Siehe Spalte
- Konsumentenpanel
- Konzept-, Produkt- und Packungstests: Ähnliche Zielsetzung wie beim Werbepretest, nur dass das Untersuchungsobjekt ein vorläufiger Werbe-Kommunikations-Text, ein neu entwickeltes oder neu zu lancierendes Produkt oder dessen Verpackung ist.
- Kundenzufriedenheit
- Längsschnittstudie oder Longitudinalstudie: Studie, bei welcher über einen längeren Zeitraum hinweg immer wieder Fragen zum selben Thema gestellt werden. Die Befragungsereignisse im Zeitablauf nennt man auch (Befragungs)Wellen.
- Likert-Skala
- Mafo: Abk. für Marktforschung
- Marcom: Marketing Communication
- Markttest
- Mystery Shopping
- Multiple Regressionsanalyse
- Nachfrageverbund
- Offene Frage: Frage, die dem Befragten keine konkreten Vorgaben über mögliche Antworten macht, typischerweise also „W-Fragen“ wie beispielsweise „Was fällt Ihnen zu XY ein?“, „Warum würden Sie Marke Z nicht kaufen wollen?“. Meist werden die Antworten in Textform niedergeschrieben und später codiert (siehe dazu auch Coding). Eine andere Möglichkeit ist, schon im Fragebogen eine Reihe von Antwortkategorien vorzugeben, so dass der Interviewer nur solche Antworten niederschreiben muss, die nicht in die vorgegebenen Kategorien passen. Letztere Technik, bei der man auch von halboffenen Fragen spricht, bietet sich besonders dann an, wenn nur eine begrenzte Bandbreite an verschiedenartigen Antworten zu erwarten ist. Sie spart Zeit und Kosten, da der Arbeitsschritt des Codings entfällt, allerdings ist sie weniger akkurat und kann dadurch zu weniger aussagekräftigen Ergebnissen führen. Als dritte Variante kommt es vor, dass die Antworten überhaupt nicht codiert oder statistisch erfasst werden, etwa dann, wenn nur von sehr wenigen Befragten Antworten vorliegen.
- Omnibuserhebung
- Panelforschung
- Paper-Pencil-Befragung: Befragung, bei der der Interviewer die Antworten der Befragten handschriftlich festhält, typischerweise in einem standardisierten Fragebogen.
- Penetration: In etwa zu übersetzen als „Marktdurchdringung“. Man sagt etwa: „Spülmittelmarke XY hat eine Penetration von 3,5 %“ und meint damit, dass 3,5 % der Population sich auf eine noch näher zu definierende Frage hin als Verwender dieser Marke bezeichnen.
- Preistest, Pricing-Studie: Untersuchung über den Einfluss der Preisgestaltung auf die Wahrnehmung und Attraktivität eines Produkts/einer Marke.
- Primärforschung
- Profil: Sammlung typischer Merkmale und Vorlieben eines Konsumenten oder einer Zielgruppe
- Punching: Datenerfassung, also Eintippen von Fragebogendaten.
- Qualitative Forschung
- Quantitative Forschung
- Rating-Skala
- Reichweite
- Reliabilität
- Repräsentativität
- Schnellgreifbühne
- Schwedenschlüssel: Verfahren zur Randomisierung von Zielperson bei mehreren potentiellen Probanden in einem Haushalt.
- Screening: Das Herausfiltern derjenigen Personen in einer Stichprobe, welche die für die Befragung gesuchten Eigenschaften haben, indem man die Personen selbst danach fragt. Dies geschieht zweckmäßigerweise am Anfang eines Interviews. Liegen die gesuchten Eigenschaften nicht vor, wird das Gespräch beendet; es kommt nicht zum Interview. Das Screening wird umso umfangreicher und teurer, je geringer die Inzidenz (siehe dort) der gesuchten Eigenschaften ist.
- Sekundärforschung
- Signifikanz
- Spalte: Bezogen auf das Format einer spezifischen (ASCII- oder Quantum-)Umfragedatei wird mit Spaltennummern die Lokalisierung der einzelnen Variablen bezeichnet. In ASCII-Dateien werden fortlaufende Spaltennummern von 1 bis x verwendet; im traditionellen Lochkarten-Format ist dies anders: Es sind nur Spaltennummern von zehn bis 80 möglich, danach fängt man auf der nächsten sogenannten „Karte“ an. Diese virtuellen „Karten“ sind ein Relikt aus der Zeit der Lochkarten.
- Stichprobe
- Studiotest: s. In-Hall-Test
- Szenario-Technik
- Testmarktsimulation
- Tracking-Studien: Fortlaufende Befragungen, in denen über einen längeren Zeitraum hinweg Informationen über Markenbekanntheit, -verwendung und Image erhoben werden. Dazu wiederholt man in regelmäßigen Abständen Befragungen gleichen Inhalts, aber mit jeweils unterschiedlichen Befragten. Die Ergebnisse dienen zur Erstellung von Zeitreihen, um Veränderungen im Zeitablauf feststellen zu können. Im Gegensatz zum Panel, bei dem pro Befragungswelle immer dieselben Personen interviewt werden und der Fragebogen sich prinzipiell unterscheiden kann, wird beim Tracking für jede Befragungswelle aus der Grundgesamtheit eine neue Stichprobe gezogen. Eine spezifische Form von Tracking-Untersuchungen stellen so genannte Werbetrackings dar. Sie überprüfen kampagnenbegleitend die subjektiven Effekte von Werbung und zählen deshalb zu den Posttests der Werbewirkungsforschung. Gemessen werden dabei zentrale Werbewirkungsindikatoren, die als Erfolgskriterien der Werbekampagne herangezogen werden können (z. B. Werbeerinnerung, Markenbekanntheit, Einstellung, Image, Präferenzen). Hier wird auch deutlich, warum unterschiedliche Personen zum gleichen Thema interviewt werden müssen: Nur dadurch ist sicherzustellen, dass Veränderungen (Erfolg der Kampagne: es steigt z. B. die Markenbekanntheit) im Zeitablauf nicht durch individuelle Lerneffekte bei den Befragten erzeugt werden.
- Tiefeninterviews/ Leitfadeninterviews/Einzelexplorationen
- Validität
- Verbrauchertyp
- Werbewirkungsforschung
- Werbepretest: Untersuchungen, in denen unter kontrollierten Bedingungen Werbespots oder auch „Stills“ (Printanzeigen/Plakate etc.) getestet werden. Wichtige untersuchte Kriterien sind Verbraucherakzeptanz, Einprägsamkeit (vor allem in Verknüpfung mit dem Namen der beworbenen Marke), emotionale Tönung, Erwecken von Kaufinteresse und Image-Kommunikation.
- Werbeposttest: Untersuchungen, in denen der Erfolg einer Werbekampagne untersucht wird, wie z. B. in Recall- oder Recognition-Tests
- Zielperson: Person, die laut Festlegung befragt werden soll. Beispiel für eine fiktive Studie: „derjenige im Haushalt, der in den letzten zwölf Monaten mindestens einmal im Kino war und zwischen zwölf und 40 Jahren alt ist.“